# 布爾沙尼
布爾沙尼是捷克的城鎮，位於該國西部，距離波德博扎尼5公里，由烏斯季州負責管轄，面積36.4平方公里，海拔高度199米，鎮上的教堂在1825年10月31日的大火中被燒毀，2006年人口954。